# Невшательське озеро
Невшате́льське озеро (фр. Lac de Neuchâtel; нім. Neuenburgersee) — озеро на заході Швейцарії, в її франкомовній частині. Більша частина озера розташована в кантоні Невшатель, а також частково в кантонах Во, Фрібур та Берн.

## Короткий опис
Поверхня дзеркала становить 218,3 км². Це найбільше озеро, що цілком розташоване у Швейцарії, оскільки Женевське озеро частково розташоване у Франції, а Боденське озеро поділяють Швейцарія, Німеччина та Австрія. Довжина Невшательського озера становить 38,3 км, а максимальна ширина — 8,2 км. Поверхня озера лежить на висоті 429 м над рівнем моря; максимальна глибина озера — 152 м.
В озеро впадають річки Орб, Тьєль Арнон, Ароз, Сейон, а також канал Де-ла-Зор, що витікає з Муртенського озера). Канал Циль регулює стік води з Невшательского до Більського озера (є частиною гідросистеми регіону Зееланд — нім. Seeland).

## Первісна історія
Про перебування первісної людини на берегах Невшательського озера свідчать численні знахідки, зокрема залишки свайних будівель, де було знайдено кістки бурого ведмедя та європейського бобра.

## Охорона природи
Південний берег озера займає так звана Ґранд Карісе́ (фр. Grande Cariçaie) — болотиста зона, що займає проміжне місце між вологим лісом та плавнями. Ця зона знаходиться під охороною за Рамсарською конвенцією. Тут проводяться орнітологічні спостереження за водоплаваючими видами птахів. Охорона берегів озера нерідко стикається з труднощами через економічні або туристичні причини.

## Озеро і література
У «Мріяннях самотнього подорожнього» (1782) Невшательським озером захоплювався Жан-Жак Руссо та порівнював його з Женевським.
На березі Невшательського озера 25 березня 1833 року Оноре де Бальзак уперше зустрівся з Евеліною Ганською, що пізніше стала його дружиною (14 травня 1850 року). Про відвідання Бальзаком озера нагадують дві кам'яні лавки, що збереглися донині. Пізніше їх перемістили з чотирикутної променади Еволь на терасу Колезької церкви.